# Iryna Paltjykova
Iryna Gavrylivna Paltjykova (ukrainska: Ірина Гаврилівна Пальчикова; ryska: Irina Paltjikova), född Biletska (Білецька) den 22 mars 1959 i Kiev, Ukrainska SSR, Sovjetunionen (nu Ukraina) är en ukrainsk sovjetisk före detta handbollsspelare.
Hon tog OS-guld i damernas turnering i samband med de olympiska handbollstävlingarna 1980 i Moskva.